# جائزة راشتراباتي
جائزة راشتراباتي هي جائزة يمنحها رئيس جمهورية الهند، وفي بعض الحالات يمنحها رئيس الوزراء الهندي، للمتميزين في مجال الرياضة والفن والعسكرية والأدب والسينما والثقافة والعلوم والتقنية وغيرها من المجالات.
تنعقد مراسم تسليم الجائزة في القصر الرئاسي، مسكن رئيس الجمهورية الرسمي.
وتعتبر الجائزة جزءاً من نظام الشرف الهندي.